# John McDermott
Pour les articles homonymes, voir John McDermott (homonymie).
John J. McDermott Jr., né à Philadelphie le 8 août 1891 et décédé dans la même ville le 2 août 1971, est un golfeur américain. Il est le premier américain né aux États-Unis à s'imposer à l'US Open.

## Biographie
McDermott est né à Philadelphie. Les seize premiers Opens ont tous été remportés par des golfeurs britanniques ou d'origine britannique. À partir des années 1910, les États-Unis commencent à produire des golfeurs professionnels de qualité. McDermott apprend le golf dans sa ville natale. Il remporte l'US Open une première fois en 1911, devenant alors le plus jeune vainqueur de l'US Open, à l'âge de 19 ans, dix mois et douze jours à Chicago. L'année suivante, il conserve son titre dans l'État de New York.
En 1913, McDermott remporte le Western Open (second plus prestigieux tournoi de golf aux États-Unis à l'époque). En 1914, il fait une tournée au Royaume-Uni mais manque l'Open britannique car il arrive trop tard. Après sa carrière de golfeur, McDermott passe le reste de sa vie dans les hôpitaux psychiatriques ou chez lui, souffrant de maladies mentales ; il arrête complètement le golf.

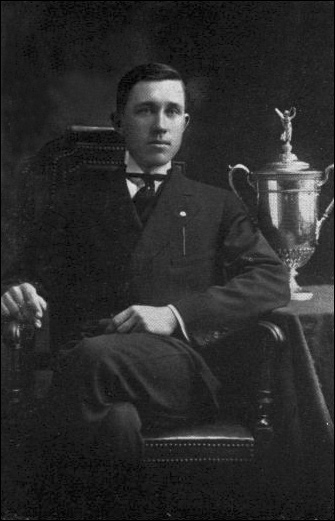
McDermott avec le trophée de l'US Open en 1913

Bien qu'il ait été le premier Américain vainqueur de l'US Open, c'est la victoire de Francis Ouimet qui marque l'intérêt de l'opinion publique aux États-Unis.

## Palmarès
- Vainqueur de l'US Open : 1911 et 1912.
- Vainqueur du Western Open : 1913.